# Районы Таджикистана

## ГородДушанбе
| №     | Название района | Население, человек (2019) | Площадь, км² | Плотность населения чел./км² |
| ----- | --------------- | ------------------------- | ------------ | ---------------------------- |
| 1.    | Исмоили Сомони  | 148 700                   | 25,8         | 5764                         |
| 2.    | Сино            | 326 100                   | 43,8         | 7445                         |
| 3.    | Фирдавси        | 209 000                   | 29,1         | 7182                         |
| 4.    | Шохмансур       | 162 600                   | 27,9         | 5828                         |
| всего | всего           | 846 400                   | 126,6        | 6686                         |

## Горно-Бадахшанская автономная область
| Название единицы административно- территориального деления | Население (01.01.2024) тыс. чел. | Площадь тыс. км² | Плотность населения чел./км² | Посёлков гор. типа | Сёл |
| ---------------------------------------------------------- | -------------------------------- | ---------------- | ---------------------------- | ------------------ | --- |
| город Хорог                                                | 31,4                             | 0,0              | нет данных                   | 2                  |     |
| Ванчский район                                             | 35,4                             | 4,4              | 8                            |                    | 63  |
| Дарвазский район                                           | 24,2                             | 2,8              | 8,6                          |                    | 56  |
| Ишкашимский район                                          | 31                               | 3,7              | 8,4                          |                    | 47  |
| Мургабский район                                           | 16,7                             | 38,5             | 0,4                          | 1                  | 18  |
| Рошткалинский район                                        | 28,2                             | 4,3              | 6,6                          |                    | 83  |
| Рушанский район                                            | 26,7                             | 5,9              | 4,5                          |                    | 45  |
| Шугнанский район                                           | 39,9                             | 4,6              | 8,8                          |                    | 66  |
| Всего                                                      | 230,1                            | 64,2             | 3,7                          | 3                  | 378 |

## Согдийская область
| Название единицы административно- территориального деления | Население (01.01.2022) тыс. чел. | Площадь тыс. км² | Плотность населения чел./км² | Посёлков гор. типа | Сёл |
| ---------------------------------------------------------- | -------------------------------- | ---------------- | ---------------------------- | ------------------ | --- |
| город Худжанд                                              | 198,7                            |                  |                              |                    |     |
| город Истаравшан                                           | 64,3                             |                  |                              |                    |     |
| город Истиклол                                             | 18,7                             |                  |                              |                    |     |
| город Исфара                                               | 54,9                             |                  |                              |                    |     |
| город Гулистон                                             | 50,2                             |                  |                              | 6                  | 4   |
| город Канибадам                                            | 54,4                             |                  |                              |                    |     |
| город Пенджикент                                           | 43,8                             |                  |                              |                    |     |
| город Бустон                                               | 38,4                             |                  |                              | 1                  |     |
| Айнинский район                                            | 91,2                             | 5,2              | 17,5                         | 1                  | 73  |
| Аштский район                                              | 176,3                            | 2,8              | 47,5                         | 1                  | 59  |
| Гафуровский район                                          | 388,6                            | 2,7              | 143,9                        | 1                  | 119 |
| Деваштич                                                   | 182,1                            | 1,6              | 62,9                         | 1                  | 55  |
| Горно-Матчинский район                                     | 24,4                             | 3,7              | 6,6                          |                    | 57  |
| Джаббар-Расуловский район                                  | 144,1                            | 0,3              | 480,3                        | 1                  | 28  |
| Зафарабадский район                                        | 77,4                             | 0,5              | 193,5                        | 3                  | 19  |
| Истаравшанский район *                                     | 288,1                            | 0,7              | 411,6                        |                    | 72  |
| Исфаринский район *                                        | 285,0                            | 0,9              | 356,3                        | 3                  | 32  |
| Канибадамский район *                                      | 219,9                            | 0,8              | 274,9                        |                    | 36  |
| Матчинский район                                           | 132,5                            | 1,0              | 132,5                        | 3                  | 33  |
| Пенджикентский район *                                     | 312,4                            | 3,7              | 84,4                         |                    | 143 |
| Спитаменский район                                         | 149,7                            | 0,4              | 374,3                        | 1                  | 23  |
| Шахристанский район                                        | 46,2                             | 1,2              | 42                           |                    | 19  |
| Всего                                                      | 2823,9                           | 25,2             | 112,1                        | 22                 | 769 |
| * включая города областного подчинения                     |                                  |                  |                              |                    |     |

## Хатлонская область
| Название единицы административно- территориального деления | Население тыс. чел. (01.01.2022) | Площадь тыс. км² | Плотность населения чел./км² | Посёлков гор. типа | Сёл  |
| ---------------------------------------------------------- | -------------------------------- | ---------------- | ---------------------------- | ------------------ | ---- |
| город Бохтар                                               | 126,7                            |                  |                              |                    |      |
| город Куляб                                                | 105,8                            |                  |                              |                    |      |
| город Нурек                                                | 28,8                             |                  |                              |                    |      |
| город Левакант                                             | 18,7                             |                  |                              |                    |      |
| Район Абдурахмана Джами                                    | 183,9                            | 0,6              | 306,5                        | 1                  | 74   |
| Бальджуванский район                                       | 32,7                             | 1,3              | 25,2                         |                    | 105  |
| Кушониён                                                   | 260,5                            | 0,6              | 434,2                        | 3                  | 121  |
| Вахшский район                                             | 213,0                            | 1,0              | 213                          | 2                  | 90   |
| Восейский район                                            | 228,2                            | 0,8              | 285,3                        | 1                  | 70   |
| Дангаринский район                                         | 171,9                            | 2,0              | 86                           | 1                  | 86   |
| Район Джалолиддина Балхи                                   | 210,5                            | 0,9              | 233,9                        | 2                  | 81   |
| Дусти                                                      | 122,0                            | 1,2              | 101,7                        | 1                  | 56   |
| Кубодиёнский район                                         | 195,1                            | 1,9              | 108,4                        | 1                  | 45   |
| Кулябский район *                                          | 222,1                            | 0,3              | 740,3                        |                    | 63   |
| Джайхун                                                    | 145,6                            | 1,0              | 145,6                        | 1                  | 46   |
| Хамадони                                                   | 154,3                            | 0,5              | 308,6                        | 1                  | 53   |
| Муминабадский район                                        | 99,3                             | 0,9              | 110,3                        | 1                  | 139  |
| Носири-Хусравский район                                    | 45,1                             | 0,8              | 56,4                         |                    | 29   |
| Нурекский район *                                          | 64,9                             | 0,4              | 162,2                        |                    | 36   |
| Пянджский район                                            | 124,1                            | 0,9              | 137,8                        | 1                  | 52   |
| Левакандский район *                                       | 49,7                             | 0,1              | 497                          |                    | 13   |
| Темурмаликский район                                       | 75,3                             | 1,0              | 75,3                         | 1                  | 65   |
| Пархарский район                                           | 179,1                            | 1,2              | 149,3                        | 1                  | 58   |
| Ховалингский район                                         | 58,3                             | 1,7              | 34,3                         | 1                  | 63   |
| Хуросонский район                                          | 126,3                            | 0,9              | 140,3                        | 1                  | 68   |
| Шахритусский район                                         | 135,7                            | 1,5              | 90,5                         | 1                  | 40   |
| Шамсиддин Шохин                                            | 57,7                             | 2,3              | 25,1                         |                    | 114  |
| Яванский район                                             | 248,1                            | 0,9              | 275,7                        | 2                  | 78   |
| Всего                                                      | 3530                             | 24,7             | 142,9                        | 23                 | 1645 |
| * включая города областного подчинения                     |                                  |                  |                              |                    |      |

## Районы республиканского подчинения
| Название единицы административно- территориального деления | Население (01.01.2022) тыс. чел. | Площадь тыс. км² | Плотность населения чел./км² | Посёлкоа гор. типа | Сёл  |
| ---------------------------------------------------------- | -------------------------------- | ---------------- | ---------------------------- | ------------------ | ---- |
| город Вахдат                                               | 54,4                             |                  |                              |                    |      |
| город Гиссар                                               | 32,1                             |                  |                              |                    |      |
| город Рогун                                                | 15,2                             |                  |                              |                    |      |
| город Турсунзаде                                           | 57,8                             |                  |                              |                    |      |
| Варзобский район                                           | 89,3                             | 1,6              | 55,8                         | 1                  | 75   |
| Вахдатский район                                           | 359,8                            | 3,7              | 97,2                         | 1                  | 210  |
| Гиссарский район                                           | 331,4                            | 1,0              | 331,4                        | 1                  | 164  |
| Лахш                                                       | 54,4                             | 4,6              | 11,8                         | 1                  | 53   |
| Нурабадский район                                          | 72,6                             | 0,9              | 80,7                         | 1                  | 116  |
| Раштский район                                             | 131,1                            | 4,6              | 28,5                         | 1                  | 155  |
| Рогунский район                                            | 45,4                             | 0,5              | 90,8                         | 1                  | 49   |
| Рудаки                                                     | 387,2                            | 1,7              | 277,8                        | 3                  | 190  |
| Сангвор                                                    | 25,1                             | 6,0              | 4,2                          |                    | 93   |
| Таджикабадский район                                       | 50,9                             | 0,7              | 72,7                         | 1                  | 45   |
| Турсунзадевский район                                      | 320,2                            | 1,2              | 266,8                        |                    | 128  |
| Файзабадский район                                         | 111,7                            | 0,9              | 124,1                        | 2                  | 77   |
| Шахринавский район                                         | 121,9                            | 1,0              | 121,9                        | 1                  | 76   |
| Всего                                                      | 2101                             | 28,4             | 74                           | 14                 | 1431 |

## История

### 1930—1937
В 1930 году Таджикская ССР включала районы: Аральский, Аштский, Больджуанский, Варзиминорский, Гармский, Джиликульский, Джиргитальский, Исфаринский, Кабадианский, Калай-Хумбский, Кангуртский, Канибадамский, Кзыл-Мазарский, Кировабадский, Курган-Тюбинский, Кулябский, Локай-Таджикский, Матчинский, Муминабадский, Науский, Оби-Гармский, Пархарский, Пенджикентский, Тавиль-Даринский, Ура-Тюбинский, Файзабадский, Хаитский, Ховалингский, Ходжентский, Шахринауский, Шахристанский, Шуроабадский, Янги-Базарский.
В 1932 году были образованы Гиссарский, Дангаринский, Даштиджумский районы. Тогда же было введено районное деление в Горно-Бадахшанской автономной области (ГБАО): Бартангский, Вахано-Ишкашимский, Мургабский, Рушанский, Шугнанский районы.
В 1933 году Варзиминорский район был переименован в Захметабадский. Образован Ваханский район.
В 1934 году был образован Варзобский район. Вахшский район переименован в Кагановичабадский.
В 1935 году были образованы Калиниабадский, Пролетарский, Рамитанский, Регарский, Сталинабадский районы и Ишкашимский район ГБАО. Ходжентский переименован в Ленинабадский, Аральский — в Куйбышевский, Вахано-Ишкашимский ГБАО — в Ваханский.
В 1936 году были образованы Ванчский, Ворошиловабадский, Дагана-Киикский, Калаи-Лябиобский, Колхозабадский, Комсомолабадский, Молотовабадский, Нурекский, Октябрьский, Пахтаабадский, Рохатинский, Сангворский, Сары-Хасорский, Шаартузский, Шульмакский, Яванский районы и Рошткалинский район ГБАО. Локай-Таджикский район был переименован в Кокташский, Кабадианский — в Микоянабадский, Янги-Базарский — в Орджоникидзеабадский.
В 1937 году Ванчский район был передан в ГБАО.

### 1938—1962
В 1938 году Таджикская ССР была разделена на округа, в состав которых вошли районы:
- в Гармский округ — Гармский, Джиргитальский, Калаи-Лябиобский, Калай-Хумбский, Комсомолабадский, Сангворский, Тавиль-Даринский, Хаитский, Шульмакский;
- в Кулябский округ — Больджуанский, Дангаринский, Даштиджумский, Кангуртский, Кзыл-Мазарский, Колхозабадский, Кулябский, Муминабадский, Пархарский, Сары-Хасорский, Ховалингский, Шуроабадский;
- в Ленинабадский округ — Аштский, Захметабадский, Исфаринский, Калиниабадский, Канибадамский, Ленинабадский, Матчинский, Науский, Пенджикентский, Пролетарский, Ура-Тюбинский, Шахристанский.

В 1939 году округа были упразднены, а Таджикская ССР разделена на 4 области:
- Гармская область — в границах бывшего Гармского округа плюс Оби-Гармский район;
- Кулябская область — в границах бывшего Кулябского округа;
- Ленинабадская область — в границах бывшего Ленинабадского округа;
- Сталинабадская область — объединила районы, не входившие в округа (Варзобский, Ворошиловабадский, Гиссарский, Дагана-Киикский, Джиликульский, Кокташский, Кагановичабадский, Кировабадский, Куйбышевский, Курган-Тюбинский, Микоянабадский, Молотовабадский, Нурекский, Орджоникидзеабадский, Октябрьский, Пахтаабадский, Рамитанский, Регарский, Рохатинский, Сталинабадский, Файзабадский, Шахринауский, Шаартузский, Яванский).

В 1942 году в Ленинабадской области были образованы Колхозчионский и Чкаловский районы, в Гармской — Нульвандский район, в ГБАО — Аличурский район.
В 1944 году из Сталинабадской области в новую Курган-Тюбинскую область были переданы Ворошиловабадский, Дагана-Киикский, Джиликульский, Кагановичабадский, Кировабадский, Куйбышевский, Курган-Тюбинский, Микоянабадский, Молотовабадский, Октябрьский, Шаартузский районы, а из Кулябской области — Дангаринский район. Из Гармской области в Сталинабадскую был передан Оби-Гармский район. В Ленинабадской области был образован Ганчинский район.
В 1945 году из Ленинабадской области в Ура-Тюбинскую были переданы Ганчинский, Захметабадский, Калиниабадский, Колхозчионский, Матчинский, Пенджикентский, Ура-Тюбинский, Шахристанский районы. В Ленинабадской области образован Шурабский район.
В 1946 году в Сталинабадской области был образован Алмасинский район.
В 1947 году была упразднена Курган-Тюбинская область, а её районы возвращены в Сталинабадскую и Кулябскую области. Была упразднена Ура-Тюбинская область, и все её районы возвращены в Ленинабадскую область. В ГБАО был упразднён Аличурский район, а в Ленинабадской области — Шурабский. Из Сталинабадской области в Гармскую передан Оби-Гармский район.
В 1948 году в Ленинабадской области был упразднён Ганчинский район, в Сталинабадской — Алмасинский, в ГБАО — Ваханский район.
В 1949 году в Гармской области Калаи-Лябиобский и Хаитский районы были объединены в Таджикабадский район.
В 1950 году в Кулябской области был образован Чубекский район; в Ленинабадской упразднён Чкаловский район, а в Сталинабадской — Рамитанский.
10 апреля 1951 года была упразднена Сталинабадская область, а её районы переданы в республиканское подчинение.
В 1952 году в Гармской области были упразднены Нульвандский и Сангворский районы, в Кулябской — Сары-Хасорский район, в ГБАО — Бартангский район. В Кулябской области Чубекский район был переименован в Московский.
В 1953 году в Гармской области был упразднён Шульмакский район, в Кулябской — Больджуанский, Кангуртский и Колхозабадский районы; также были упразднены Ворошиловабадский, Нурекский, Пахтаабадский и Рохатинский районы республиканского подчинения. В Кулябской области Кзыл-Мазарский район был переименован в Советский. В тот же период (начало 1950-х годов) был упразднён Калининабадский район Ленинабадской области.
В 1955 году были упразднены Гармская и Кулябская области, а их районы переведены в республиканское подчинение. Также были упразднены Джиликульский, Кокташский, Товиль-Доринский, Шаартузский районы. Захматабадский район Ленинабадской области переименован в Айнийский.
В 1957 году Калаи-Хумбский район был передан из республиканского подчинения в ГБАО. Был упразднён Даштиджумский район. Образованы Аральский район республиканского подчинения и Ходжентский район Ленинабадской области. Кагановичабадский район был переименован в Колхозабадский, Микоянабадский — в Шаартузский, Молотовабадский — в Пянджский.
В 1958 году были упразднены Муминабадский, Ховалингский районы республиканского подчинения и Колхозчионский район Ленинабадской области. Шахристанский район Ленинабадской области был переименован в Ганчинский.
В 1959 году были упразднены Варзобский, Дагана-Киикский, Кулябский, Курган-Тюбинский, Оби-Гармский, Октябрьский, Регарский, Шахринауский, Шуроабадский районы республиканского подчинения; Исфаринский, Канибадамский, Пенджикентский, Ура-Тюбинский районы Ленинабадской области; Шугнанский район ГБАО.
В 1962 году была упразднена Ленинабадская область, а всё её районы переданы в республиканское подчинение.

### 1963—1990
4 января 1963 года сеть районов Таджикской ССР была пересмотрена. Было образовано 25 районов: Аштский, Восейский, Гармский, Гисарский, Дангаринский, Джиргатальский, Канибадамский, Колхозабадский, Куйбышевский, Курган-Тюбинский, Ленинский, Матчинский, Московский, Науский, Орджоникидзеабадский, Пенджикентский, Пянджский, Регарский, Ура-Тюбинский, Ходжентский и Шаартузский в республиканском подчинении; Ванджский, Ишкашимский, Мургабский и Шугнанский в ГБАО.
6 января 1965 года были образованы Айнинский, Ганчинский, Исфаринский, Калаи-Хумбский (ГБАО), Комсомолабадский, Кулябский, Кумсангирский, Пархарский, Рушанский (ГБАО) и Яванский районы. Курган-Тюбинский район переименован в Вахшский. В конце 1965 года был образован Зафарободский район.
В 1966 году были образован Курган-Тюбинский район, а в 1969 году — Пролетарский, Советский и Файзабадский районы.
В 1970 году в составе Таджикской ССР была вновь образована Ленинабадская область. В её состав вошли Айнинский, Аштский, Ганчинский, Зафарободский, Исфаринский, Канибадамский, Матчинский, Науский, Пенджикентский, Пролетарский, Ура-Тюбинский и Ходжентский районы.
В 1973 году в составе Таджикской ССР была вновь образована Кулябская область. В её состав из республиканского подчинения вошли Восейский, Дангаринский, Кулябский, Московский, Пархарский, Пянджский и Советский районы. Также в составе области был образован Ленинградский район.
В 1977 году в составе Таджикской ССР была вновь образована Курган-Тюбинская область. В её состав из республиканского подчинения вошли Вахшский, Колхозабадский, Куйбышевский, Кумсангирский, Курган-Тюбинский, Шаартузский и Яванский районы.
В 1978 году в Курган-Тюбинской области был образован Кабодиёнский район. Регарский район республиканского подчинения был переименован в Турсунзадевский.
В 1979 году в Курган-Тюбинской области был образован Джиликульский район. Из Кулябской области в Курган-Тюбинскую был передан Пянджский район.
В 1980 году в Курган-Тюбинской области был упразднён Курган-Тюбинский район и образован Коммунистический район.
В 1983 году были образованы Ховалингский район Кулябской области и Ильичевский район Курган-Тюбинской области.
29 августа 1990 года из южных сельских общин Ура-Тюбинского района был образован Шахристанский район Ленинабадской области.
12 февраля 1992 года Ильичевский район Хатлонской области был переименован в Гозималикский район.

### с 1991
В 1991 году за счет разукрепления Комсомолабадского района был восстановлен Тавильдаринский район, из Ленинского района — Варзобский район. Также Пролетарский район Ленинабадской области был переименован в Джаббар-Расуловский район, Ленинградский район Кулябской области — в Муминабадский район, Комсомолабадский район — в Дарбандский район, Орджоникидзеабадский район — в Кофарнихонский район.
3 января 1992 года из Гиссарского района вновь образован Шахринавский район. 12 марта 1992 года Коммунистический район Хатлонской области получил название Бохтарский район. 
2 февраля 1996 года путём выделения из Матчинского района был образован Горно-Матчинский район Ленинабадской области, из Шаартузского района Хатлонской области — Бешкентский район, из Коммунистического района – Калиниабадский район, переименованный в Сарбандский район.
12 февраля 1994 года Гозималикский район Хатлонской области получил название Хуросонский район.
30 июня 1999 года Ходжентский район Ленинабадской области переименован в Гафуровский район, а 10 ноября 2000 года и сама область сменила название на Согдийскую область.
В 2000 году Ура-Тюбинский район Согдийской области был переименован в Истаравшанский район. 
В 2001 году Гармский район переименован в Раштский район.
В 2003 году Науский район Согдийской области был переименован в Спитаменский район, Ленинский район РРП – в район Рудаки, Дарбандский район – в Нурабадский район, Кофарнихонский район — в Вахдатский район. 
В 2004 году Ходжамастонский район Хатлонской области был переименован в район Абдурахмони Джоми, Бешкентский район — в Носири-Хусравский район, Советский район — в Темурмалиский район,  Московский район — в район имени Мир Сайид Алии Хамадони. 
19 июля 2007 года Колхозабадский район Хатлонской области переименован в район Джалолиддина Руми. 
В 2016 году ряд районов сменили названия: Тавильдаринский район — в район Сангвор; Джиргатальский район — в район Лахш; район Джалолиддина Руми — в район Джалолиддина Балхи; Джиликульский район – в район Дусти; Кумсангирский район — в район Джайхун; Шураабадский район — в район Шамсиддин Шохин; Ганчинский район — в район Деваштич.
20 января 2018 года Бохтарский район Хатлонской области получил название района Кушониён.
В 2021 году Шаартузский район Хатлонской области был переименован в Шахритусский район.